# Kościół Narodzenia Najświętszej Maryi Panny w Żarnowcu
Kościół Narodzenia Najświętszej Maryi Panny – rzymskokatolicki kościół parafialny należący do dekanatu żarnowieckiego diecezji kieleckiej.
Świątynia została wzniesiona w latach 1323-1340 podczas panowania króla Kazimierza III Wielkiego.

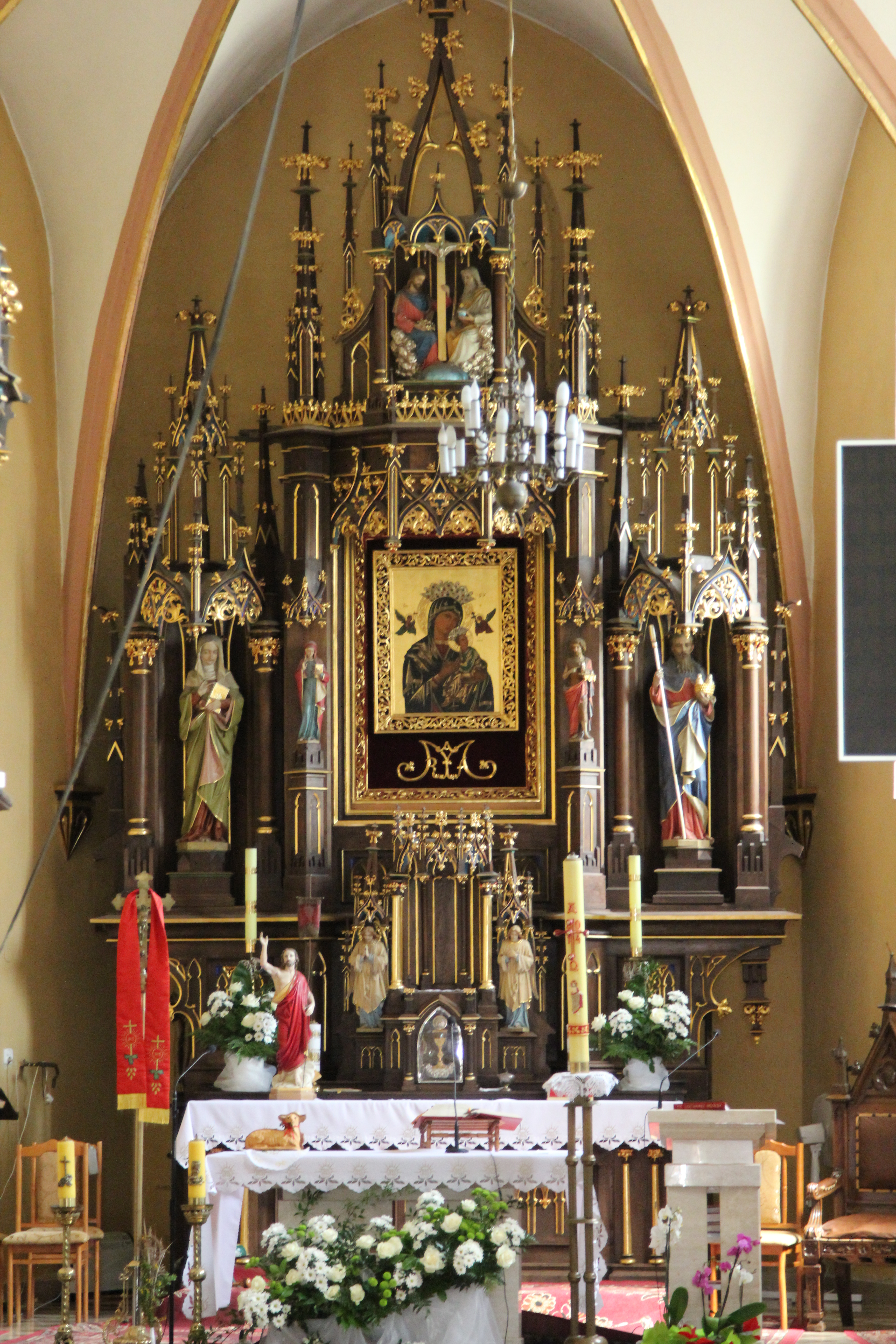
Ołtarz

Budowla została zniszczona przez pożar w 1528 roku, następnie została odbudowana dzięki staraniom Krzysztofa Szydłowskiego. Gruntownie została wyremontowana w 1910 roku. W 1979 roku zostało odnowione wnętrze kościoła. W ołtarzu głównym jest umieszczony obraz Matki Bożej Nieustającej Pomocy. Boczne ołtarze z lewej i prawej strony nawy są ozdobione obrazami – Najświętszego Serca Jezusa oraz Matki Bożej z Dzieciątkiem. Ołtarze są otoczone rzeźbionymi figurami świętych i aniołów.